# Niu Xinran
Niu Xinran (2004) es una deportista china que compite en judo. Ganó una medalla de plata en el Campeonato Asiático de Judo de 2025, en la categoría de +78 kg.

## Palmarés internacional
| Campeonato Asiático | Campeonato Asiático | Campeonato Asiático | Campeonato Asiático |
| Año                 | Lugar               | Medalla             | Categoría           |
| ------------------- | ------------------- | ------------------- | ------------------- |
| 2025                | Bangkok (Tailandia) | Medalla de plata    | +78 kg              |